# راؤول سينديك
راؤول سينديك أنتوناتشيو (16 مارس 1926 - 28 أبريل 1989) محامٍي ونقابي ماركسي من أوروغواي وهو مؤسس حركة توباماروس للتحرير الوطني (MLN-T).

## النشأة والتعليم
ولد في منطقة ريفية، بالقرب من قرية خوان خوسيه كاسترو، في مقاطعة فلوريس، وعمل سينديك مع والده كفلاح في مزرعة تفاح سرطان البحر حتى أنهى المدرسة الثانوية وغادر منزله للدراسة في مونتيفيديو. في عام 1952، حصل على لقب وكيل قبل أن ينهي دراسته في القانون كمحام (حيث قضى خمس سنوات ونصف السنة المطلوبة للحصول على شهادة في القانون). 

## قيادة الاتحاد
خلال الفترة التي قضاها في مونتيفيديو، انضم إلى حركة الشباب الاشتراكي للحزب الاشتراكي لأوروغواي، وأصبح عضوًا بارزًا. وكثف نشاطه الاجتماعي خلال الخمسينيات، حيث أصبح محامياً نقابياً للعمال الريفيين، ولاحقاً مؤسساً للنقابة. وتأسست UTAA (عمال قصب السكر)، SUDA (عمال بنجر السكر) ومشروع جمعية شاملة للعمال الريفيين (SUDOR)، كنتيجة لأفعاله. شاهد سينديك وعانى من الانتهاكات من قبل أرباب العمل الزراعيين في المناطق التي يبدو أنه لا يوجد فيها وعي بالديمقراطية. في أواخر الخمسينيات من القرن الماضي، بدأ حملة لخلق وعي اجتماعي بوضع عمال قصب السكر في مونتيفيديو. وسار بأربعمائة عامل إلى مونتيفيديو رافعين شعار «من أجل الأرض ومع سينديك» ((بالإسبانية: Por la tierra y con Sendic)‏).

## تأسيس توباماروس
بدأ سينديك يعتقد أن الخيار الوحيد للبلاد هو العنف المسلح الذي يجب أن يكمل مطالب العمال. في عام 1963، نهب التوباماروس متجر أسلحة في كولونيا لتأسيس حركة حرب العصابات. ومع ذلك، بدأ الاعتراف بـ MLN-T بسبب أنشطتها فقط في عام 1967، عندما تسبب القمع الحكومي، أثناء رئاسة خورخي باتشيكو أريكو، في تعبئة واستجابة مجموعة متنوعة من المجموعات، لا سيما توباماروس.
بدأت MLN-T بسرقة البنوك ونوادي الأسلحة وغيرها من الشركات في أوائل الستينيات، ثم قامت بتوزيع الطعام والأموال المسروقة على الفقراء في مونتيفيديو. بحلول أواخر الستينيات، أصبحت الحركة متورطة في عمليات الخطف السياسي والدعاية المسلحة والاغتيالات. اختطفت المجموعة مدير البنك بيريرا ريبيرفيل وسفير المملكة المتحدة في أوروغواي، جيفري جاكسون، بالإضافة إلى اختطاف وقتل دان ميتريون، وهو عميل في مكتب التحقيقات الفيدرالي يُزعم أنه علم تقنيات التعذيب لقوات الشرطة في مختلف دول أمريكا اللاتينية.
كانت ذروة نشاط توباماروس بين عامي 1970 و 1971. خلال هذه الفترة أسسوا «سجن الشعب» (بالإسبانية: Cárcel del Pueblo)‏ حيث احتجزوا أولئك الذين اختطفوهم. في عام 1971 هرب أكثر من 100 من توباماروس المسجونين من سجن بونتا كاريتاس. ومع ذلك، أعاقت الحركة سلسلة من الأحداث بما في ذلك الزلات الاستراتيجية الخطيرة وخيانة كبار ضباط الشرطة توبامارو هيكتور أموديو بيريز، الذين مُنحوا سلطات قمعية ليبرالية للتعامل مع توباماروس. تم القبض على سينديك في 7 أغسطس 1970، وظل في السجن حتى هروبه في 6 سبتمبر 1971. تسبب الهروب الجماعي في العام 71 في قيام السلطة المدنية باستدعاء جيش الأوروغواي لقيادة العمليات (التي تقوم بها الشرطة حتى الآن). ظل سينديك هارباً حتى القبض عليه في نهاية المطاف بعد عام واحد. قاد فيه التوباماروس اثناء فترة ذروة أنشطتهم العدوانية خلال مجازر 14 أبريل و 18 مايو.
وقد تسبب هذا في قيام جيش الأوروغواي بشن سلسلة من العمليات والاعتقالات الجماعية، وتفريق رجال العصابات الذين لم يُقتلوا أو يُعتقلوا. كانت التكتيكات فعالة بشكل لا يصدق، وبحلول نهاية عام 1972، تم إضعاف MLN-T بشدة. وسُجن قادتها الرئيسيون لمدة 12 عامًا. على الرغم من تضاؤل التهديد،  تنازلت الحكومة المدنية لخوان ماريا بورديبيري عن السلطة الحكومية للجيش في عام 1973 في انقلاب غير دموي أدى إلى مزيد من القمع ضد السكان وقمع جميع الأحزاب السياسية.

## السجن الثاني
احتُجز راؤول سينديك مع ثمانية من قادة الحزب الشيوعي للتحرير الوطني في سجون بدائية مختلفة في ظروف سيئة لمدة 12 عاماً. عانوا خلالها من التعذيب الجسدي والنفسي المستمر.  بعد سقوط الدكتاتورية العسكرية في عام 1985، أطلق سراح سينديك من السجن. عاد التوباماروس إلى الحياة العامة كجزء من حزب سياسي عرف بأسم حركة المشاركة الشعبية. واليوم، يضم الحزب أكبر مجموعة منفردة داخل ائتلاف جبهة أمبليو اليساري الحاكم.

## شكوى الأمم المتحدة
في نوفمبر 1979، قدمت زوجة سينديك، فيوليتا سيتليش، شكوى إلى لجنة حقوق الإنسان التابعة للأمم المتحدة نيابة عنه، بدعوى حدوث انتهاكات للعهد الدولي الخاص بالحقوق المدنية والسياسية، وهي معاهدة انضمت إليها أوروغواي. في أكتوبر / تشرين الأول 1981، وجدت اللجنة أن أوروغواي انتهكت المواد 7 و 9 و 10 و 14 من العهد الدولي الخاص بالحقوق المدنية والسياسية فيما يتعلق سينديك أثناء محاكمته وسجنه.

## الموت والإرث
توفي سينديك في باريس عام 1989، عن عمر يناهز 63 عاماً، بسبب مرض التصلب الجانبي الضموري. أقيمت جنازته في مونتيفيديو، حيث دفن فيها. ونجله، راؤول فرناندو سينديك رودريغيز، كان نائباً لرئيس أوروغواي السابق، وقد شغل أيضا منصب وزير الصناعة.

## أنظر أيضا
- قائمة العائلات السياسية # أوروغواي

## روابط خارجية
- La tierra: un tema tabú que vuelve ، Raúl Sendic، 1987